# Önarckép a Colosseummal
Az Önarckép a Colosseummal Maarten van Heemskerck festménye, amely a cambridge-i Fitzwilliam Museum gyűjteményének része.
1532-ben Heemskerck Itáliába utazott, és néhány évet Rómában töltött, ahol sok rajzot készített az ókorból fennmaradt épületekről, valamint szobrokról és más művészeti alkotásokról. Hazaérkezése után ezekről a rajzokról nyomatok készültek, és Heemskerck munkái az egyik legfontosabb forrásává váltak azoknak az észak-európai alkotóknak, akik nem tudtak Itáliába utazni. A 16. század végén sok holland Heemskerck szemével ismerte meg Rómát.
Az önarckép 1553-ban, 16 évvel azután készült, hogy a művész visszatért hazájába. Heemskerck előszeretttel örökítette meg az antikvitás fennmaradt emlékeit Rómában, de különösen vonzódott a Colosseumhoz, amelyről egész rajzsorozatot készített.
A festmény lenyomata annak a társadalmi változásnak, amelynek során a festő kiemelkedik a megbízónak dolgozó mesteremberek sorából, és önálló művésszé változik. Maarten van Heemskerck ennek megfelelően választotta képe tárgyának önmagát. Tekintete egyenesen a szemlélőre mered, arca büszke és komoly. Mellette és mögötte az amfiteátrum romos épülete magasodik, előtte egy művész ül kőtömbön, és rajzol. Heemskerckhez hasonlóan neki is hosszú szakálla van, valószínűleg maga a mester jelenik meg második alakban is a képen.  
Heemskerck kis cédulát festett a kép alsó szélére, amelyen aláírása és a festmény keletkezésének dátuma szerepel. Ettől az egész alkotás olyanná válik, mintha a festő egy kiakasztott festmény előtt állna.